# Editorial Larousse
L'editorial Larousse, fundada el 1852 a França per Pierre Larousse i Augustin Boyer, és actualment una editorial especialitzada en obres de referència, com diccionaris, enciclopèdies i llibres de divulgació. En català, va publicar la seva enciclopèdia el 1990, amb successives actualitzacions. Un subsegell de l'editorial és VOX, que edita diccionaris plurilingües. Des del 2008, admet la redacció col·laborativa d'articles, si bé les edicions es validen posteriorment per un equip de l'empresa.